# Alberto Granado

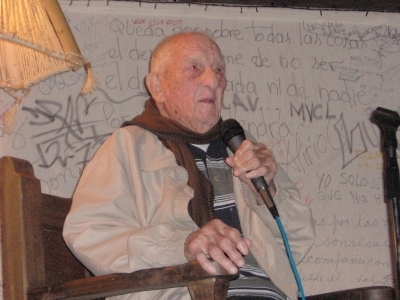
Alberto Granado (2007)

Alberto Granado (ur. 8 sierpnia 1922 w Buenos Aires, zm. 5 marca 2011 w Hawanie) – pisarz argentyński. Studiował biochemię. Kiedy miał 30 lat, zdecydował się wyruszyć w podróż przez całą Amerykę Południową wraz ze swoim przyjacielem Ernesto Guevarą. Rozdzielił się z nim w Wenezueli, gdzie został w szpitalu zajmującym się chorymi na trąd.
W 1960 roku na zaproszenie „Che” dostał się na Kubę. Rok później przeniósł się do tego kraju na stałe. Uczył biochemii na Uniwersytecie Hawańskim, utworzył także Wydział Medyczny na Uniwersytecie w Santiago i był jednym z twórców i prezesem Kubańskiego Towarzystwa Genetycznego. Uczestniczył w akcjach na rzecz solidarności z Kubą, a także promocję – w kraju i zagranicą – ideałów głoszonych przez „Che” Guevarę. Jak podała kubańska telewizja, zgodnie z ostatnią wolą Granado jego ciało ma zostać skremowane, a prochy rozrzucone na terenie trzech krajów – Kuby, Argentyny i Wenezueli.